# Antônio de Castro Mayer
Antônio de Castro Mayer (ur. 20 czerwca 1904 w Campinas, zm. 25 kwietnia 1991 w Campos) – brazylijski duchowny, doktor filozofii, tradycjonalista katolicki, biskup Campos w latach 1949–1981, założyciel i przełożony Bractwa Kapłańskiego Świętego Jana Marii Vianneya

## Życiorys

### Ksiądz
Antônio de Castro Mayer pochodził z wielodzietnej rodziny. Był synem João Mayera i Franciszki de Castro. Jego przodkowie od strony ojca wywodzili się z Niemiec. Otrzymał wykształcenie w katolickich seminariach. Po studiach w wyższym seminarium duchownym w São Paulo udał się na dalsze studia do Rzymu, gdzie kształcił się na Uniwersytecie Gregoriańskim. 30 października 1927 roku otrzymał święcenia kapłańskie z rąk kardynała Basilio Pomplija.
Po zakończeniu studiów i otrzymaniu doktoratu z teologii powrócił do Brazylii. Inkardynowany do archidiecezji São Paulo objął stanowisko profesora w seminarium duchownym. Współpracował w tym czasie jako aktywista z czasopismem O Legionário i środowiskiem skupionym wokół konserwatywnego działacza katolickiego, Pilinia Corrêa de Oliveira.
W 1940 roku został mianowany diecezjalnym asystentem generalnym Akcji Katolickiej. W 1941 roku został kanonikiem archikatedry w São Paulo. W 1942 roku został mianowany wikariuszem generalnym archidiecezji São Paulo. W 1944 roku arcybiskup Carlos Carmelo de Vasconcellos Motta zdegradował go jednak do funkcji wikariusza parafii św. Józefa z Belem.
Do łask powrócił po 1947 roku. 6 maja 1948 roku papież Pius XII mianował Antônio de Castro Mayera biskupem tytularnym Prieny i koadiutorem biskupa Campos. 23 maja 1948 roku Antonio de Castro Mayer otrzymał święcenia biskupie i rozpoczął posługę jako biskup pomocniczy diecezji Campos. W 1949 roku został jej ordynariuszem.

### Biskup Campos
Jako biskup Campos, Antônio de Castro Mayer znany był ze swojego konserwatyzmu jako przeciwnik socjaldemokracji i modernizmu. Założył kontrrewolucyjny miesięcznik Catolicismo. Był współautorem książki Reforma rolna – kwestia sumienia, w której zawarty był wykład doktryny katolickiej, potępiający błędy szerzącego się w tym czasie w Ameryce Południowej socjalizmu i komunizmu.
W latach 60. XX wieku sprzeciwiał się publicznie zaakceptowaniu niektórych reform Soboru Watykańskiego II, szczególnie dotyczących ekumenizmu i kolegialności Kościoła. Nie zaakceptował również posoborowej reformy mszału i sprzeciwiał się odprawianiu liturgii w językach narodowych. Stanął obok m.in. Marcela Lefebvre’a i Geralda de Proença Sigauda na czele Międzynarodowej Grupy Ojców, która otwarcie krytykowała nadchodzące zmiany posoborowe.
W 1969 roku biskup Antonio de Castro Mayer postanowił przeciwdziałać rozpowszechnianiu się nowej formy rytu łacińskiego i pomimo zaleceń ze strony Stolicy Apostolskiej doprowadził do zachowania w powszechnym użyciu w diecezji Campos rytu trydenckiego. Postawa ordynariusza stała się przyczyną zerwania przez niego współpracy z Konferencją Episkopatu Brazylii.
Stanowisko Antonio de Castro Mayer zmusiło Pawła VI do podjęcia środków mających na celu zapobiegnięcia schizmie. Papież rozpoczął korespondencję z tradycjonalistycznym biskupem i próbował nakłonić go do kompromisu, co jednak pomimo zażegnania groźby rozłamu mu się nie udało.
1 czerwca 1981 roku biskup Antonio de Castro Mayer przeszedł na emeryturę i przekazał diecezję Campos nowemu ordynariuszowi Carlosowi Alberto Navarro, który w odróżnieniu od swojego poprzednika był zwolennikiem Soboru Watykańskiego II.

### Biskup emeryt
W 1982 roku biskup-senior Antonio de Castro Mayer powołał na wzór Bractwa Kapłańskiego Świętego Piusa X, Bractwo Kapłańskie Świętego Jana Marii Vianneya (FSSJV) i w 1983 roku otworzył ze środków prywatnych tradycjonalistyczne wyższe seminarium duchowne w Campos. Z czasem stało się ono ośrodkiem skupiającym księży z Ameryki Południowej celebrujących msze w rycie trydenckim oraz miejscem oporu i kształtowania opozycji do zmian kościelnych wprowadzanych w diecezji Campos przez biskupa Carlosa Alberto Navarro.
21 listopada 1983 roku biskup-senior Antonio de Castro Mayer wspólnie z arcybiskupem-seniorem Marcelem Lefebvrem napisał list otwarty do papieża Jana Pawła II, w którym publicznie wystąpił przeciwko sześciu podstawowym naukom eklezjologii Soboru Watykańskiego II.

### Ekskomunika
30 czerwca 1988 roku bez zgody papieża Jana Pawła II powołując się na zasadę jurysdykcji zastępczej, biskup Antônio de Castro Mayer współkonsekrował w Ecône wraz z arcybiskupem-seniorem Marcelem Lefebvrem czterech tradycjonalistycznych biskupów i z tego powodu został uznany przez Stolicę Apostolską za ekskomunikowanego z mocy samego prawa (latae sententiae). Sam biskup uznawał, że ekskomunika była nieważna, gdyż czyn popełnił sądząc, że jest w stanie wyższej konieczności związanej z kryzysem w Kościele, co według prawa kanonicznego zwalnia go z kary ekskomuniki, nawet gdyby się mylił.
Biskup Antônio de Castro Mayer zmarł w podeszłym wieku, 25 kwietnia 1991 w Campos z powodu niewydolności oddechowej. Pochowany został przy ołtarzu w kaplicy Zakonu Tercjarzy Matki Bożej z Góry Karmel na cmentarzu Cemitério do Caju.
Po jego śmierci członkowie Bractwa Kapłańskiego Świętego Jana Marii Vianneya, wybrali jego następcą księdza Licinio Rangela, który w 1991 roku otrzymał sakrę biskupią z rąk trzech biskupów Bractwa Kapłańskiego Świętego Piusa X.